# Cantone di Chomérac
Il Cantone di Chomérac era un cantone della Francia dell'arrondissement di Privas.
A seguito della riforma approvata con decreto del 13 febbraio 2014, che ha avuto attuazione dopo le elezioni dipartimentali del 2015, è stato soppresso.

## Composizione
Comprendeva i comuni di:
- Baix
- Chomérac
- Le Pouzin
- Rochessauve
- Saint-Bauzile
- Saint-Julien-en-Saint-Alban
- Saint-Lager-Bressac
- Saint-Symphorien-sous-Chomérac